# A Wild Goose Chase (film 1908)
A Wild Goose Chase è un cortometraggio muto del 1908 diretto da Percy Stow.

## Trama
Un anziano gentiluomo viene inseguito da un'oca selvaggia.

## Produzione
Il film fu prodotto dalla Clarendon, una casa di produzione e di distribuzione attiva nel Regno Unito all'epoca del cinema muto.

## Distribuzione
Distribuito dalla Clarendon, il film - un cortometraggio lungo 113 metri - uscì nelle sale cinematografiche britanniche nel settembre 1908.